# Dornier
Dornier er en af de ældste tyske flyproducenter. Virksomheden blev grundlagt i 1922 af professor Claude Dornier i Friedrichshafen. Dornier-fabrikkerne blev især kendt for at lave flyvebåde (f.eks. Do-J Wal, Do-X og Do-24), men har også lavet mange landfly.
Blandt de mere kendte fly fra Dornier er en stribe af bombefly, der blev anvendt under den 2. verdenskrig, bl.a. Do-17 ("Den flyvende blyant") og Do-217. 
I slutningen af 2. verdenskrig udviklede Dornier også en række meget specielle fly, som dog aldrig rigtigt kom i produktion. Det drejede sig bl.a. et Do-335 Pfeil, der havde en skubbende og en trækkende propel.
I nyere tid er det især fly som Alpha Jet og Skyservant, som Dornier er kendt for, samt en række mindre og mellemstore trafikfly, Dornier 228, 328 og Fairchild Dornier 328JET.
På licens fra Bell Helicopter Textron har Dornier også bygget helikopteren Dornier Bell UH-1 Iroquois til det tyske forsvar.
Dornier indgår i dag som en del af det europæiske flysamarbejde EADS.